# NGC 4024
NGC 4024 é uma galáxia elíptica (E/SB0) localizada na direcção da constelação de Corvus. Possui uma declinação de -18° 20' 48" e uma ascensão recta de 11 horas, 58 minutos e 31,5 segundos.
A galáxia NGC 4024 foi descoberta em 7 de Fevereiro de 1785 por William Herschel.